# Deutsche Theosophische Gesellschaft
Die Deutsche Theosophische Gesellschaft (D.T.G.) war eine theosophische Vereinigung, die von 1894 bis 1902 bestand. Sowohl Rudolf Steiner, der Begründer der Anthroposophie, als auch seine spätere Frau, Marie von Sivers, waren 1902 bzw. 1900 der D.T.G. beigetreten und damit Mitglieder der Theosophischen Gesellschaft Adyar (Adyar-TG) geworden.

## Geschichte
Die D.T.G. entstand aus dem Zusammenschluss der Theosophischen Vereinigung und des Esoterischen Kreises, die beide hauptsächlich aus Lesern der Zeitschrift Sphinx entstanden. Der Esoterische Kreis wurde am 3. November 1893 in Berlin von Wilhelm Hübbe Schleiden gegründet, die Theosophische Vereinigung wurde 1892 ebenda, ebenfalls von Wilhelm von Hübbe-Schleiden gegründet. Hübbe-Schleiden fungierte auch als Präsident dieser recht losen und unorganisierten Gruppen. Sie verstanden sich als Zweig der Theosophischen Gesellschaft und vertraten demgemäß deren Lehre. Durch die Zusammenführung wurde auch eine straffere Struktur und Neuausrichtung auf die Lehren der Theosophischen Gesellschaft angestrebt. Die Vereinigung bzw. Neugründung erfolgte am 29. Juni 1894, unter Anwesenheit von Henry Steel Olcott, einem der Gründer und Präsident der Theosophischen Gesellschaft. Organisatorisch wurde die D.T.G. als Zweig der Europäischen Sektion der Theosophischen Gesellschaft geführt. Sitz der neuen Gesellschaft war Berlin. Als Präsident der D.T.G. wurde Wilhelm Hübbe Schleiden gewählt.
Die Theosophische Gesellschaft spaltete sich 1895 infolge der Judge Case in zwei konkurrierende Organisationen. Einerseits die Theosophische Gesellschaft Adyar (Adyar-TG) und andererseits die Theosophische Gesellschaft in Amerika, die D.T.G. folgte nach dem Schisma der Adyar-TG-Richtung unter der Führung Olcotts. In den folgenden Jahren kam es auch zur Gründung mehrerer kleiner Logen unter dem Dach der D.T.G.
In diesen Jahren wurden in ganz Deutschland zahlreiche, zum Teil untereinander konkurrierende theosophische Gruppen gegründet, meist mit unterschiedlichen Zielen, jedoch berief sich jede Gruppe darauf, im Besitz der „wahren“ und „richtigen“ Theosophie zu sein. Hübbe-Schleiden selbst nahm am 25. August 1901 an einem Theosophischen Kongress zur Vereinigung aller unterschiedlichen Gruppierungen in Deutschland teil. Es konnte jedoch keine Einigung erzielt werden. Daraufhin gründeten die Mitglieder der D.T.G., zusammen mit mehreren gleichgesinnten theosophischen Gruppen am 19. Oktober 1902 eine eigene Deutsche Sektion der Theosophischen Gesellschaft. In dieser wurde die D.T.G. integriert und erlosch somit als eigenständige Organisation.

## Rudolf Steiner in der D.T.G.
Die Berliner Loge der D.T.G. wurde von Cay Lorenz Graf von Brockdorff als Sekretär geleitet, rangmäßig stand er unter Wilhelm von Hübbe-Schleiden, dem Präsidenten der gesamten (kleinen) D.T.G.-Gruppe.
Am 13. September 1900 hielt Rudolf Steiner einen Vortrag im Literatenkreis „Die Kommenden“ über Die Persönlichkeit Nietzsches. Unter den Zuhörern waren auch Graf von Brockdorff sowie seine Frau Sophie Gräfin von Brockdorff. Diese waren von Steiners Rede sehr angetan und luden ihn daraufhin ein, denselben Vortrag noch einmal in ihrer Berliner D.T.G.-Loge zu halten. Steiner kam der Einladung Ende September 1900 nach und bemerkte erstmals, dass die Zuhörer hier für geistige und vor allem übersinnliche Lehren aufgeschlossener waren als er das bisher kannte. Steiner bemerkte dazu selbst:

„Nun bemerkte ich, dass innerhalb der Zuhörerschaft Persönlichkeiten mit großem Interesse für die Geistwelt waren. Ich schlug daher, als man mich aufforderte, einen zweiten Vortrag zu halten, das Thema vor: «Goethes geheime Offenbarung». Und in diesem Vortrag wurde ich […] ganz esoterisch. Es war ein wichtiges Erlebnis für mich, in Worten, die aus der Geistwelt heraus geprägt waren, sprechen zu können, nachdem ich bisher in meiner Berliner Zeit durch die Verhältnisse gezwungen war, das Geistige nur durch meine Darstellungen durchleuchten zu lassen.“

Die Brockdorffs luden Steiner nun ein, regelmäßig Vorträge bei ihnen zu halten. Vom 6. Oktober 1900 bis 27. April 1901 referierte Steiner in insgesamt 27 Vorträgen über die Mystik des Mittelalters, diese ließ er 1901 auch in Buchform Die Mystik im Aufgange des neuzeitlichen Geisteslebens erscheinen. Vom 5. Oktober 1901 bis 22. März 1902 folgten weitere 18 Vorträge die 1902 unter dem Titel Das Christentum als mystische Tatsache gedruckt wurden.
Bereits im November 1900 war Marie von Sivers, Steiners spätere Frau, der D.T.G. beigetreten und lernte noch im selben Monat Steiner bei einem seiner Vorträge kennen. Als Ende 1901 Graf Brockdorff aus Altersgründen von seinem Sekretärsposten zurücktreten wollte, fragte er Steiner, ob er nicht sein Nachfolger werden wollte. Steiner akzeptierte unter der Bedingung, dass Sivers ihn bei dieser Tätigkeit unterstützte. Am 17. Januar 1902 trat Steiner, der bislang nur Gast gewesen war, der D.T.G. bei und wurde damit Mitglied der Theosophischen Gesellschaft Adyar. Gleichzeitig übernahm er auch das Amt des Sekretärs der Berliner D.T.G.-Loge.
Wie bereits oben erwähnt, wollten mehrere gleichgesinnte theosophische Logen eine eigene Deutsche Sektion der Theosophischen Gesellschaft (DSdTG) gründen. Ende April 1902 trat man an Steiner mit dem Vorschlag heran, Generalsekretär dieser DSdTG zu werden. Er sagte wieder unter der Voraussetzung zu, dass Sivers seine Sekretärin würde. Daraufhin reisten Steiner und Sivers im Juli 1902 als offizielle Vertreter ihrer Loge zu einem theosophischen Kongress nach London. Hier trafen sie mit Henry Steel Olcott, dem damaligen Präsidenten der Adyar-TG zusammen, um von diesem eine Stiftungsurkunde zur offiziellen Gründung der DSdTG zu erhalten. Am 20. Oktober 1902 überbrachte Annie Besant diese Urkunde zusammen mit der Ernennungsurkunde zum Generalsekretär nach Berlin, wo an diesem Tag die Gründungsveranstaltung der DSdTG stattfand.